# Pachycornia
Pachycornia là chi thực vật có hoa trong họ Amaranthaceae.